# Rhode Island Rays
Die Rhode Island Rays waren ein US-amerikanisches Frauenfußball-Franchise mit Sitz in Providence, Rhode Island und das Schwester-Franchise der Rhode Island Stingrays, welche zeitgleich gegründet wurden.

## Geschichte
Das Franchise stieg zur Saison 1995 in den Spielbetrieb der USL W-League ein. Zu dieser Zeit ist das Team noch als Stingrays in den Aufzeichnungen geführt, es kann also sein das die beiden Franchises zuerst denselben Namen getragen hatten. Zur Folgesaison wurde dieser aber spätestens in Lady Rays geändert. Mit zwei Punkten landete das Team in ihrer Division nach der Regular Season auf dem achten und letzten Platz. Nach der Folgesaison konnte man nur einen Punkt mehr einfahren und platzierte sich mit drei Punkten auf dem neunten Platz, bei einer jedoch im Vergleich zur Vorsaison deutlich erweiterten Division. Aber auch in der Spielzeit 1997 beendete man die Regular Season nur mit drei Punkten, wieder einmal erneut auf dem letzten Platz. Ab hier wird auch nur noch der Name Rays in Tabellen benutzt.
Zur Saison 1998 wechselte das Franchise innerhalb der Liga in die schwächere W-2 Division und sammelte hier in der North Division mit sechs Punkten aber auch nur genug Zähler für einen Vorletzten Platz. Auch in den nächsten Punkten schloss die Mannschaft stets auf dem letzten oder Vorletzten Platz seiner Division ab. Zur Saison 2002 wurden die beiden getrennten Ligen wieder zusammengeführt und erstmals sammelten die Rays überhaupt keine Punkte in der Regular Season. Nach dem Ende der Spielzeit verließ man dann auch die W-League und wechselte in die WPSL.
Hier startete die Mannschaft zur Saison 2003 in die East Division. Aber auch hier sammelte man nur wenige Punkte und kam über den Vorletzten Platz nicht hinaus. Nach der Saison 2006 pausierte das Franchise dann, tauchte aber nicht mehr im weiteren Spielbetrieb auf.
Darüber hinaus spielte in der Saison 2004 noch einmal eine weitere Mannschaft unter dem Namen Lady Stingrays in der W-League, ob diese aber zum gleichen Franchise gehörte, ist nicht bekannt.